# 데이비드 그로스
데이비드 조너선 그로스(David Jonathan Gross, 1941년 2월 19일 ~)은 미국의 물리학자이다. 양자 색역학의 점근 자유성을 프랭크 윌첵과 데이비드 폴리처와 공동으로 발견하였고, 이 공로로 2004년 노벨 물리학상을 수상하였다. 또한, 잡종 끈 이론을 발견하였다. 현재 캘리포니아 대학교 샌타바버라에 재직 중이다.

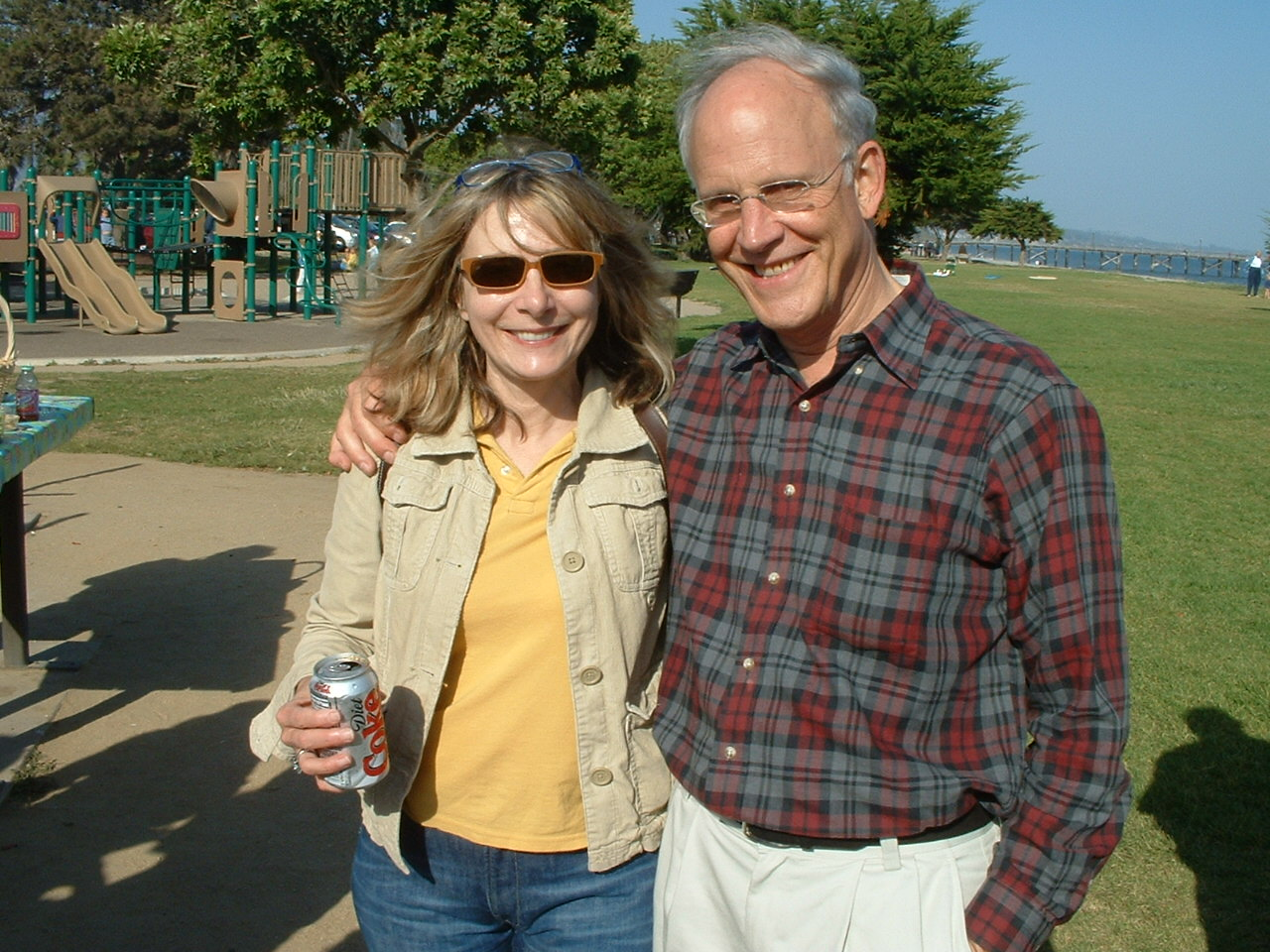
샌타바버라에서 그로스와 아내

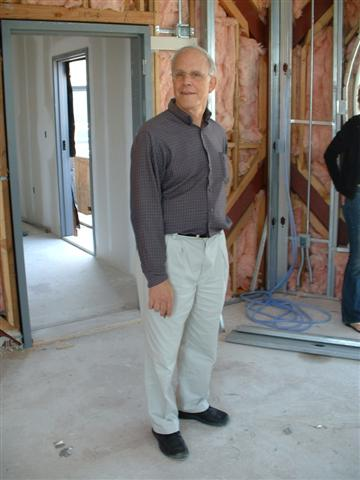
캐블리 연구소(Kavli Institute) 건축 과정을 지켜보는 그로스